# El Tornadizo
El Tornadizo is een gemeente in de Spaanse provincie Salamanca in de regio Castilië en León met een oppervlakte van 11,44 km². El Tornadizo telt 88 inwoners (1 januari 2016).

## Demografische ontwikkeling
Bron: INE, 1857-2011: volkstellingen